# Paulo Jamelli
Paulo Roberto Jamelli Júnior, noto semplicemente come Paulo Jamelli (San Paolo, 22 luglio 1974), è un ex calciatore brasiliano, di ruolo attaccante. È stato direttore sportivo del Santos fino al 30 dicembre 2010.

## Caratteristiche tecniche
Giocava come attaccante. Poteva essere schierato anche come centrocampista offensivo.

## Carriera

### Club
Nel 1993 debuttò con il San Paolo, facendo parte della squadra vincitrice di due Coppe Libertadores (1993 e 1994) e dell'Intercontinentale 1993; nel 1995 passò al Santos, con il quale si mise in evidenza, segnando 13 gol in 41 partite e guadagnandosi la Nazionale.
Dopo un'esperienza positiva in Giappone, al Kashiwa Reysol, dove segna 14 reti in 28 gare, passa al Real Saragozza, squadra con la quale rimarrà a lungo e vincerà anche una Copa del Rey, nel 2001. Tornato in Brasile dopo un'altra stagione nella J League giapponese e una stagione all'Almería, si ritira nel 2007 con la maglia del Barueri.

### Nazionale
Venne convocato in Nazionale nel 1996, anno nel quale partecipò alla CONCACAF Gold Cup 1996, giocando da titolare nell'attacco del Brasile di Mário Zagallo. In tutto ha collezionato 14 presenze con la maglia del Brasile.

## Palmarès

### Club

#### Competizioni nazionali
- Coppa di Spagna: 1

Real Zaragoza: 2001

#### Competizioni internazionali
- Coppa Libertadores: 2

San Paolo: 1993, 1994
- Coppa Intercontinentale: 1

San Paolo: 1993
- Recopa Sudamericana: 2

San Paolo: 1993, 1994
- Supercoppa Sudamericana: 1

San Paolo: 1993

### Individuale
- Bola de Prata: 1

1995